# Hennessey Performance Engineering
Pour les articles homonymes, voir Hennessey.
Hennessey Performance Engineering est une maison de tuning et un constructeur automobile américain spécialisé dans la modification de voitures de sport et de supercars de plusieurs marques dont Ferrari, Porsche, McLaren, Chevrolet, Dodge, Cadillac, Lotus, Jeep, Ford, GMC, Lincoln et Lexus. Maison fondée en 1991 par John Hennessey, son installation principale est située à 45 minutes à l'ouest de Houston, dans le Texas. Cette entreprise se concentre sur la modification de composants mécaniques pour la création de voitures de grande puissance. En plus des voitures de performance, ils accordent aussi des véhicules utilitaires sport comme les Ford Raptor et les Jeep Cherokee. Ils travaillent également sur des voitures de luxe comme les Bentley et des muscle-cars comme la Dodge Charger et la Challenger[source insuffisante].